# Pachymorphus
Pachymorphus is een geslacht van kevers uit de familie van de loopkevers (Carabidae). De wetenschappelijke naam van het geslacht is voor het eerst geldig gepubliceerd in 1838 door Chaudoir.

## Soorten
Het geslacht Pachymorphus omvat de volgende soorten:
- Pachymorphus adelosioides (Chaudoir, 1878)
- Pachymorphus aereus (Dejean, 1828)
- Pachymorphus chalceus (Dejean, 1828)
- Pachymorphus currens (Brulle, 1838)
- Pachymorphus glaucus (Straneo, 1967)
- Pachymorphus lucidus (Curtis, 1839)
- Pachymorphus moerens (Brulle, 1838)
- Pachymorphus nebrioides (Curtis, 1839)
- Pachymorphus nicki (Emden, 1958)
- Pachymorphus orbignyi (Tschitscherine, 1900)
- Pachymorphus striatulus (Fabricius, 1775)
- Pachymorphus subcorynthius (Straneo, 1967)
- Pachymorphus substriatulus (Straneo, 1967)
- Pachymorphus violaceus (Straneo, 1987)